# Рубіновий морський дракон
Рубіновий морський дракон (Phyllopteryx dewysea) — вид морських риб, величиною 240 мм, яскраво-червоного кольору з рожевими вертикальними штрихами. Учені з Міжнародного інституту дослідження видів (International Institute for Species Exploration) визнали відкриття цього виду риб одним із десяти найцікавіших і найнезвичайніших живих істот, описаних 2015 року.
Відкриття було зроблено біля берегів Західної Австралії, архіпелаг Решерш, на глибині 50 метрів.